# Google コンタクトレンズ
Google コンタクトレンズ（グーグル コンタクトレンズ、Google Contact Lens ）は、Google関連企業のX社によって開発が進められていた、医療用スマートコンタクトレンズである。このコンタクトレンズには、涙腺から分泌される涙液から血糖値を測定し、糖尿病患者の体調管理を支援する機能が備わっている。開発が進められたものの、涙に含まれるグルコース量と血糖値とは相関性がないことが判明したため、開発は2018年に中止された。

## 技術
レンズには無線チップと血糖測定センサーが搭載されている。またレンズに微細なピンホール穴が空いており、そこから涙液がセンサーに浸透して血糖値を測定できる。その他の電子機器は、瞳孔や虹彩の外側に位置しており、眼球にダメージを与えることはない。レンズの内側には人の髪の毛よりも薄い無線チップがあり、外部デバイスに情報を伝達するのに用いられる。